# 堀口助治

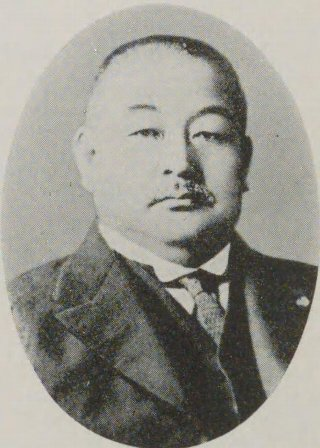
堀口助治

堀口 助治（ほりぐち すけはる、1872年3月8日（明治5年1月29日） - 1935年（昭和10年）3月11日）は、日本の内務・警察官僚。政友会系官選福島県知事、福岡県八幡市長。

## 経歴
後の宮崎県東諸県郡高岡村（現宮崎市）で、士族堀口貞由の長男として生まれる。1897年7月、第五高等学校を卒業。1900年7月、東京帝国大学法科大学政治学科を卒業。内務省に入省し警視庁属兼同警部となる。1901年11月、文官高等試験行政科試験に合格した。
以後、警視庁警視・板橋警察署長、四谷警察署長、岡山県事務官、富山県事務官・第四部長、埼玉県事務官・第四部長、同県事務官・警察部長、福岡県港務長、栃木県事務官・内務部長、福岡県内務部長などを経て、1914年4月、熊本県内務部長に就任。
1915年4月、福島県知事に就任。政友会の勢力伸長に尽力。『福島民友新聞』の荒木武行記者が、知事批判の社説「民は飢ゆ」を執筆すると、堀口は荒木を朝憲紊乱罪で告訴し、罰金70円となった。1916年4月、知事を休職となる。1918年4月27日、休職満期となり退官した。その後、1918年11月18日、八幡市長に就任した。